# Kuven
Kuven är en kulle i Antarktis. Den ligger i Östantarktis. Norge gör anspråk på området. Toppen på Kuven är 2 310 meter över havet, eller 231 meter över den omgivande terrängen. Bredden vid basen är 2,2 km.
Terrängen runt Kuven är kuperad åt sydost, men åt nordväst är den platt. Trakten är obefolkad. Det finns inga samhällen i närheten.